# Туш (купатило)
Туш (фр. douche), уређај којим се један водени ток распрскава у више млазница (токова). Користи у купатилима за прање и личну хигијену, као и у терапеутске сврхе. С њим се брже пере, а омогућава и виши ниво личне хигијене. Својом ефикасношћу рационализује и потрошњу воде. Користи у медицини и многим другим дјелатностима.
Хладан туш , догађај супротан очекиваном, непријатно изненађење.(фигуративно)

## Етимологија
У француски језик долази од итал. doccia  туш и итал. docciare туширање, сипање по кап, а она из лат. duction производња, односно, лат. ducere довести, мисли се на воду. Већина европских језика има сличну етимологију речи сем енгл. douche где је реч сужена на контекст медицински туше (који је вид специјализованог туширања); реч за туш, енгл. shower је германског порекла.

## Историја
Почетак употребе тушева је у старом Египту и античкој Грчкој што се види на осликаним вазама из тог времена. Тек 18 и 19 вијек значе појаву и примјену туша у данашњем смислу те ријечи.

## Коришћење туша
Туш је саставни дио купатила. Може бити фиксан и мобилан (покретан). Претходи му вентил у коме се мјешају топла и хладна вода како би се примјериле осјетљивости тијела. Туш је перфорисани конусни лијевак који се поставља на доводни вод воде. Кроз перфорације истичу убрзани млазеви чија је ефикасност у прању и масажи неупоредиво већа од оне када би се прало под једним млазем директно из водоводне цијеви или у напуњеној кади. Класични тушеви у купатилима имају просјечан проток воде између 12 и 40 литара у минуту. Нови економски тушеви постижу исти притисак са само 5 до 7 литара воде у минути. Постоје и тушеви за прање животиња.